# Podoribates longipes
Podoribates longipes är en kvalsterart som först beskrevs av Berlese 1887.  Podoribates longipes ingår i släktet Podoribates och familjen Mochlozetidae. Inga underarter finns listade i Catalogue of Life.